# George Grigore
George Grigore (Grindu, 2 febbraio 1958) è uno scrittore, traduttore, filologo, professore universitario e arabista romeno.

## Biografia
Nel 1983 si è laureato alla Facolta di Lingue Straniere dell'Università di Bucarest. Nel 1997 ha ottenuto il dottorato presso la stessa università con la dissertazione dal titolo “Questioni legate alla traduzione del Corano in lingua romena”.
Nel 2000, come editore-traduttore per La Casa Editrice Kriterion, ha iniziato la serie di volumi Bibliotheca Islamica, dove ha pubblicato sia numerose sue traduzioni delle opere più importanti della cultura islamica sia quelle di altri autori. La sua traduzione del Corano è stata molto apprezzata e pubblicata in varie edizioni, fra cui una bilingue uscita ad Istanbul nel 2003. Ha pubblicato libri ed articoli sul Corano e sull'Islam, così come anche su altri dialetti arabi, specialmente quelli di Baghdad e Mardin. Ha svolto ricerche sulla cultura curda.
Dal 2001 George Grigore è stato curatore associato della rivista accademica Romano-Arabica, pubblicata dal Centro di Studi Arabi dell'Università di Bucarest.
Grigore ha pubblicato varie traduzioni di testi di letteratura romena in arabo. La sua antologia di poesie romene tradotta in arabo (Kana yagibu, Baghdad) è stata premiata dall'Unione degli Scrittori Iracheni.
Oltre ad insegnare all'Università di Bucarest, Grigore ha scritto vari libri per gli studenti della lingua araba, come anche un dizionario, una guida di conversazione e un manuale di ortografia e calligrafia.

## Affiliazioni
- Membro dell'Associazione Internationale di Dialettologia Araba
- Membro dell'Associazione Romena per gli Studi Religiosi
- Membro dell'Unione degli Scrittori, Romania
- Membro Onorario dell'Unione degli Scrittori Iracheni
- Membro del Centro di Studi Arabi, Università di Bucharest

## Opere e traduzioni pubblicate

### Opere originali
- George Grigore, L'arabe parlé à Mardin. Monographie d'un parler arabe périphérique(L'arabo parlato a Mardin. Monografia di un parlatore periferico), Edizioni dell'Università di Bucarest, 2007, ISBN (13) 978-973-737-249-9.

- George Grigore, Problematica traducerii Coranului în limba română (Problematica della traduzione del Corano in lingua romena), Introduzione di Nadia Anghelescu, Ararat, Bucarest, 1997.

- George Grigore, Ochiul lăuntric – perspective islamice asupra divinităţii (L'occhio di dentro – prospettive islamiche sulla divinità), studi e traduzioni dall'arabo di George Grigore, Edizioni Herald, Bucarest, 2005.

- George Grigore, Yazidiţii; Cartea Neagră, Cartea Dezvăluirii (Yazidi; Il Libro Nero, Il Libro della Rivelazione), Edizioni Călin, Bucarest, 1994.

- George Grigore, Poporul kurd – file de istorie (Il popolo curdo - pagine di storia), Interprint, Bucarest, 1997

- George Grigore e Nicolae Dobrişan, Dicţionar arab-român (Dizionario Arabo-Romeno), Teora, Bucarest, 1998

- George Grigore, Din arta culinară a Orientului arab (Dell'arte gastronomica dell'Oriente Arabo), Iacobi, Bucurest, 1991

- George Grigore, Bucate arabe (Prodotti della cucina araba), introduzione di Vasilica Ghiţă-Ene, Călin, Bucarest, 1997.

- George Grigore şi Şêro Berazî, Rêkêşa axaftina kurdî-romanî - Ghid de conversaţie român-kurd (Guida di conversazione curdo-romeno), Kriterion, Bucarest, 1998.

- George Grigore, Ta‘allum al-lugha ar-rūmāniyya bidūn mu‘allim (Apprendere la lingua romena senza insegnante), Dār aš-šurūq, Beirut, 2000.

- George Grigore, Primăvară la Bagdad (Primavera a Bagdad), Iacobi, Bucarest. 1991.

### Traduzioni dall'arabo in romeno
- Coranul(Il Corano), introduzione, traduzione dall'arabo e note di George Grigore, Kriterion, 2000; 2002; Herald, 2005

- Coranul(Il Corano) (Edizione bilingue Romano-Arabo), introduzione, traduzione dall'arabo e note di George Grigore, Çağrı Yayınları, Istanbul, 2003.

- Al-Ghazali, Firida luminilor (Nicchia delle luci), introduzione, traduzione dall'arabo e note di George Grigore, in Guida del derviscio (con Luminiţa Munteanu), Kriterion, Bucarest, 2001.

- Ibn Tufayl, Hayy bin Yaqzan, introduzione, traduzione dall'arabo e note di George Grigore, Kriterion, Bucarest, 2001.

- Ibn Rushd (Averroè), Cuvânt hotărâtor (Parola decisive), introduzione, traduzione dall'arabo e note di George Grigore, Postfazione di Teodoru Ghiondea, Kriterion, Bucarest, 2001.

- Badiuzzaman Said Nursi, Cuvinte (Parole), traduzione di George Grigore, Nesıl Yayınları, Istanbul, 2002.

- Ibn 'Arabi, Geneza cercurilor, Filiaţia spirituală (Genesi dei cerchi, Filiazione spirituale), introduzione, traduzione dall'arabo e note di Rodica Firănescu e George Grigore, Kriterion, Bucarest, 2003.

- ‘Ali bin Abi Talib, Nahğ al-Balāġa / Calea vorbirii alese (La cima dell'eloquenza), introduzione, traduzione dall'arabo e note di George Grigore, Kriterion, Cluj-Napoca, 2008.

- Poveşti irakiene (Fiabe irachene), raccolta e traduzione dall'arabo iracheno di George Grigore, Coresi, Bucarest, 1993.

- Mahmoud Darwish, Sunt arab (Sono arabo), introduzione e traduzione dall'arabo di George Grigore, Kriterion, Cluj-Napoca, 2009.

- Basme de pe Tigru şi Eufrat (Favole tra il Tigri e l'Eufrate), reccolta e traduzione dall'arabo iracheno di George Grigore, Polirom, Iași, 2009.

- Ibn Sīnā (Avicenna), Il libro delle definizioni (edizione trilingua: arabo, romeno, latino). Traduzione dall'arabo, introduzione e bibliografia da George Grigore. Annotazioni e commenti da George Grigore, Alexander Baumgarten, Paula Tomo e Madalina Pantea. Elenco cronologico da Gabriel Biţună. Trascrizione critica della versione latina del trattato e dei commenti di Andrea Alpago (1546), insieme alla traduzione dei commenti in romeno, da Alexander Baumgarten. Iaşi: Casa Editrice Polirom, Collezione Biblioteca Medievală, 2012.

### Traduzioni dal romeno in arabo
- Shabab bila shaykhukha wa hayat bila mawt (Giovinezza senza vecchiaia e vita senza morte),fiava popolare romena, traduzione dal romeno in arabo di George Grigore; Illustrazione: Carmen Burcea Haber; Introduzione: Omar Abdulaziz; Shariqa, 2009.

- Carolina Ilica, Tagiyan al-hulm; 13 qasidat hubb (La Tirannia del Sonno; 13 poemi d'amore), traduzione dal romeno in arabo di George Grigore, Naaman, Jounieh, Libano, 2002.

- Kana yagibu (Ar fi trebuit), Antologia di poesia romena. Traduzione dal romeno in arabo: George Grigore şi K. O. Al-Amiri, Al-Ibda', Baghdad, 1995.

- Marin Sorescu, Matca – Al-Majra (La matrice), traduzione dal romeno in arabo di George Grigore şi K. O. Al-Amiri, Al-Ibda', Baghdad, 1997.